# První osmansko-mamlúcká válka
Osmansko-mamlucká válka v letech 1485–1491 byl první válečný konflikt mezi Osmanskou říší a mamlúckým sultanátem. Válka dopadla patovou situací pro obě strany. Osmanská armáda utrpěla při dobývání nepřátelského území větší ztráty než mamlúcká strana, která byla v defenzívě, ale prokázala vojenskou dominanci Osmanské říše sultána Bájezída II. na Blízkém východě a zranitelnost egyptských mamlúků. Osmanští Turci dobyli četná mamlúcká území v Anatolii a v Sýrii, ale po několika dalších střetech se válka octla na mrtvém bodě. Roku 1491 byla mezi oběma říšemi podepsána mírová smlouva, která obnovila předchozí hranice a zapověděla Osmanským Turkům vpády do Kilíkie. Přestože válka dopadla bezvýsledně, odhalila potenciál Osmanské říše porazit starší sultanát mamlúků, který doposud zaujímal v islámském světě přední postavení. Poválečné uspořádání a mír vydržely 25 let, než započala druhá válka, ve které Osmané definitivně porazili mamlúky a ovládli Egypt.

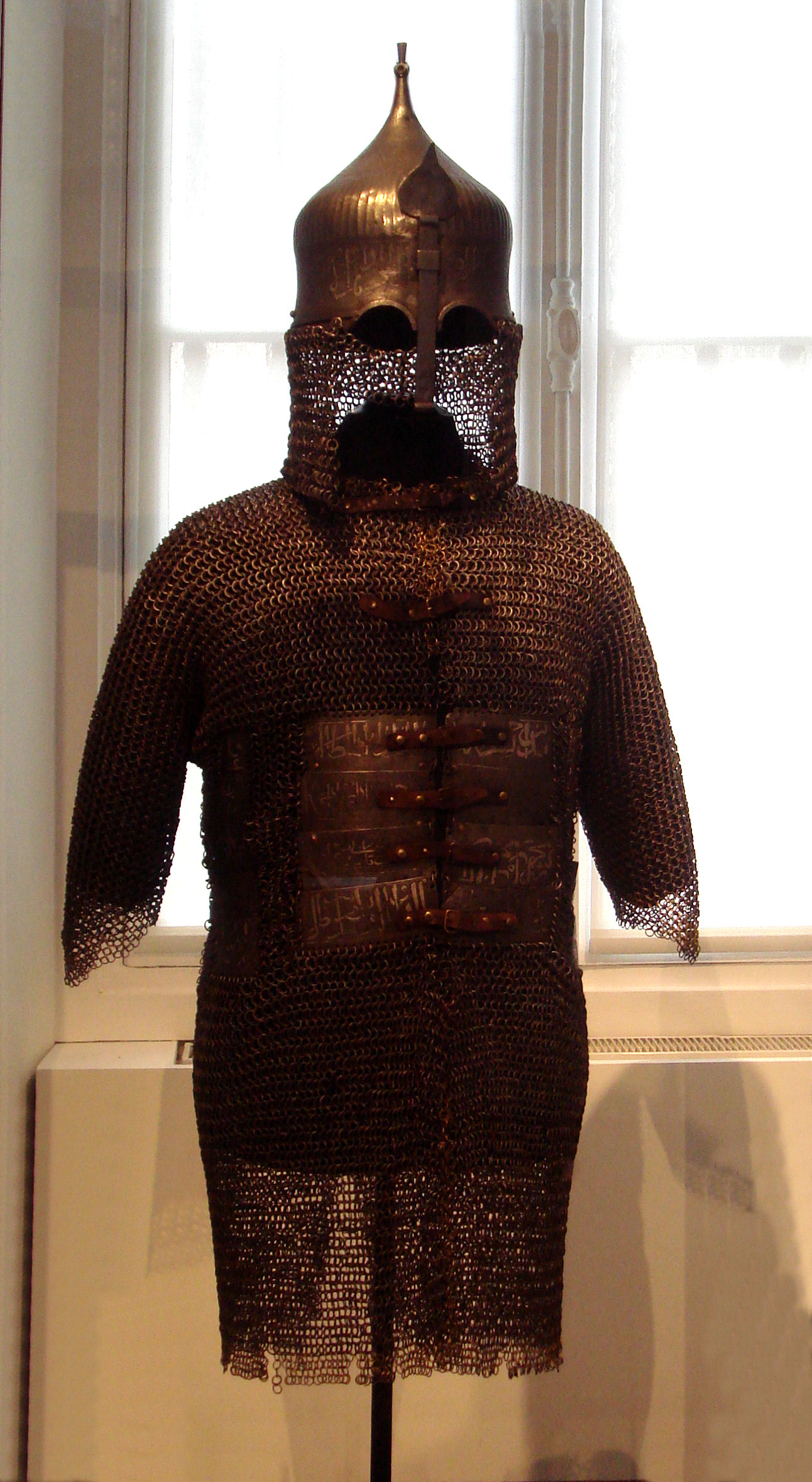
Osmanská kroužková zbroj (1480–1500)